# 1389 Онні
1389 Онні (1389 Onnie) — астероїд головного поясу, відкритий 28 вересня 1935 року.
Тіссеранів параметр щодо Юпітера — 3,299.